# Tågensehuset
Tågensehuset er et enlænget husmandssted, som i samme bygning indeholder stald, lade og bolig.
Huset er genopført på det danske frilandsmuseum efter flytning fra Tågense på Lolland i 1946.
Bygningen formodes bygget i 1700-tallet, opført i bindingsværk og er kalket hvid på både træ og tavl.

## Ekstern henvisning og kilde
- Frilandsmuseet – Hus fra Tågense

55°47′11″N 12°29′24″Ø / 55.78651°N 12.49004°Ø